# Bror Saitton
Bror Nils Anders Saitton, född 1 september 1942 i Gällivare församling, Norrbottens län, är en svensk samisk politiker.

## Biografi
Bror Saitton föddes 1959 i Malå församling. Han var ledamot av Sametinget för Samelandspartiet. Saitton tilldelades 2025 Svenska Samernas Riksförbunds hederspris.